# Asundi, Parasgad
Asundi là một làng thuộc tehsil Parasgad, huyện Belgaum, bang Karnataka, Ấn Độ.